# Калмаюрское сельское поселение
Калмаю́рское се́льское поселе́ние — муниципальное образование в составе Чердаклинского района Ульяновской области. Административный центр — село Татарский Калмаюр. 

## История
Статус и границы сельского поселения установлены Законом Ульяновской области от 13 июля 2004 года № 043-ЗО «О муниципальных образованиях Ульяновской области».

## Население
| 2010  | 2012  | 2013  | 2014  | 2015  | 2016  | 2017  |
| ----- | ----- | ----- | ----- | ----- | ----- | ----- |
| 3308  | ↗3316 | ↗3329 | ↗3336 | ↗3352 | ↘3323 | ↘3314 |
| 2018  | 2019  | 2020  | 2021  |       |       |       |
| ↘3262 | ↘3225 | ↘3213 | ↘2915 |       |       |       |

## Состав сельского поселения
В состав поселения входят 7 населённых пунктов: 6 сёл и 1 деревня.
| № | Населённый пункт  | Тип населённого пункта       | Население |
| - | ----------------- | ---------------------------- | --------- |
| 1 | Андреевка         | село                         | ↘859      |
| 2 | Камышовка         | деревня                      | ↘126      |
| 3 | Коровино          | село                         | ↘176      |
| 4 | Поповка           | село                         | ↘602      |
| 5 | Татарский Калмаюр | село, административный центр | ↘624      |
| 6 | Уразгильдино      | село                         | ↘516      |
| 7 | Чувашский Калмаюр | село                         | ↘405      |